# Gouverneur des îles Vierges britanniques
Le gouverneur des îles Vierges britanniques est le représentant du monarque britannique dans le territoire britannique d'outre-mer des îles Vierges britanniques. Le gouverneur est nommé par le monarque sur conseil du gouvernement du Royaume-Uni. Le rôle du gouverneur est d'agir de facto en tant que chef d'État, et son rôle principal est de nommer le Premier ministre.
L'actuel gouverneur est Daniel Pruce depuis le 29 janvier 2024.
Le gouverneur possède son propre drapeau, l'Union Flag marqué des armoiries du territoire.

## Histoire
La première administration coloniale des îles est néerlandaise. L'Angleterre annexe les îles en 1672, en expulsant les Néerlandais. Le poste d'administrateur est créé en 1887 et remplacé par celui de gouverneur en 1971.

## Liste des administrateurs
- Edward John Cameron (1887–1894)
- Alexander R. Mackay (1894–1896)
- Nathaniel George Cookman (1896–1903)
- Robert Stephen Earl (1903–1910)
- Thomas Leslie Hardtman Jarvis (1910–1919)
- Herbert Walter Peebles (1919–1922)
- R. Hargrove (1922–1923)
- Otho Lewis Hancock (1923–1926)
- Frank Cecil Clarkson (1926–1934)
- Donald Percy Wailling (1934–1946)
- John Augustus Cockburn Cruikshank (1946–1954)
- Henry Anthony Camillo Howard (1954–1956)
- Geoffrey Pole Allesbrook (1956–1959)
- Gerald Jackson Bryan (1959–1962)
- Martin Samuel Staveley (1962–1967)
- Sir John Sutherland (Ian) Thomson (1967–1971)

## Liste des gouverneurs
- Derek George Cudmore (1971–1974)
- Walter Wilkinson Wallace (1974–1978)
- James Alfred Davidson (en)(1978–1982)
- David Robert Barwick (1982–1986)
- Mark Herdman (en) (1986–1991)
- Peter Penfold (en) (1991–1995)
- David Mackilligin (1995–1998)
- Frank Savage (1998–2002)
- Elton Georges (en) (intérim) (2002)
- Tom Macan (en) (2002–2006)
- Dancia Penn (en) (intérim) (2006)
- David Pearey (en) (2006–2010)
- Vivian Inez Archibald (en) (intérim) (2010)
- William Boyd McCleary (en) (2010–2014)
- John Duncan (diplomate) (en) (2014-2017)
- Robert Mathavious (en) (intérim) (2017)
- Rosalie Adams (en) (intérim) (2017)
- Augustus Jaspert (en) (2017-2021)
- David Archer (en) (intérim) (2021)
- John Rankin (diplomate) (en) (2021-2024)
- David D. Archer, Jr. (intérim) [2024)
- Daniel Pruce (depuis 2024)